# 锈毛山小橘
锈毛山小橘（学名：Glycosmis esquirolii）为芸香科山小橘属下的一个种。

## 扩展阅读
- 維基物種上的相關：锈毛山小橘